# Olibrinus ormaraensis
Olibrinus ormaraensis là một loài chân đều trong họ Olibrinidae. Loài này được Kazmi miêu tả khoa học năm 2004.